# Ljubinje
Ljubinje (srbsky Љубиње) je obec a opština (s více než desítkou dalších menších sídel) v regionu Trebinje v Bosně a Hercegovině.
Nachází se v hornaté Hercegovině, v její srbské části, v polovině cesty mezi Mostarem a Trebinje. Podle posledního jugoslávského sčítání lidu z roku 1991 zde žilo 4128 obyvatel, z nichž dominovali Srbové (89 %).
První zmínka o Ljubinje pochází z 14. století, za časů Osmanské říše to bylo středisko východní Hercegoviny, významné především díky blízkosti k hranici s Černou Horou.
Většina obyvatel města je zaměstnána v zemědělství, především pěstováním tabáku, historicky měl význam chov dobytka. Rozšířené je i pěstování ovoce (višně, jablka).